# Матјо
Матјо (мађ. Matyó) је етничка група која насељава област Матјофолд (мађ. Matyóföld - земља Матјоа) западно од планина Бук (мађ. Bükk) у равници Алфелд у Мађарској. После доласка Мађара у ову област Матјо заједница задржала је своју културу и обичаје. Чак и данас се доста разликују од других заједница у околини, а разлог вероватно лежи и у томе што су католичке вероисповести, за разлику од свих осталих, који су протестанти.

## Име
Према предању, именом Матјо назвали су се у част краља Матије Корвина, који је њиховом централном насељу, граду Мезокевешду, на дан Светог Ладислава 1472. године доделио статус трговишта.

## Матјо заједница данас
Данас њихови мађаризовани потомци углавном живе у области Матјофолд, односно на простору око Мезекевешда, Тара и Сентиштвана (округ Боршод-Абауј-Земплен), на северу Алфелда. Њихове заједнице одликују се специфичном архитектуром -  матјо сеоским кућама, као и специфичним, разнобојним народним ношњама. Наиме, народне ношње и украсни везови су најкарактеристичније обележје њихове културе. Због тога је 2012. године традиционални Матјо вез уврштен на Унескову листу нематеријалног културног наслеђа човечанства, као рурална активност која јача међуљудске односе и кохезију заједнице, истовремено омогућавајући индивидуално уметничко изражавање 